# Ophiomyia kingsmerensis
Ophiomyia kingsmerensis este o specie de muște din genul Ophiomyia, familia Agromyzidae, descrisă de Spencer în anul 1969.
Este endemică în Québec. Conform Catalogue of Life specia Ophiomyia kingsmerensis nu are subspecii cunoscute.